# Basilika St. Rosa von Lima (Lima)

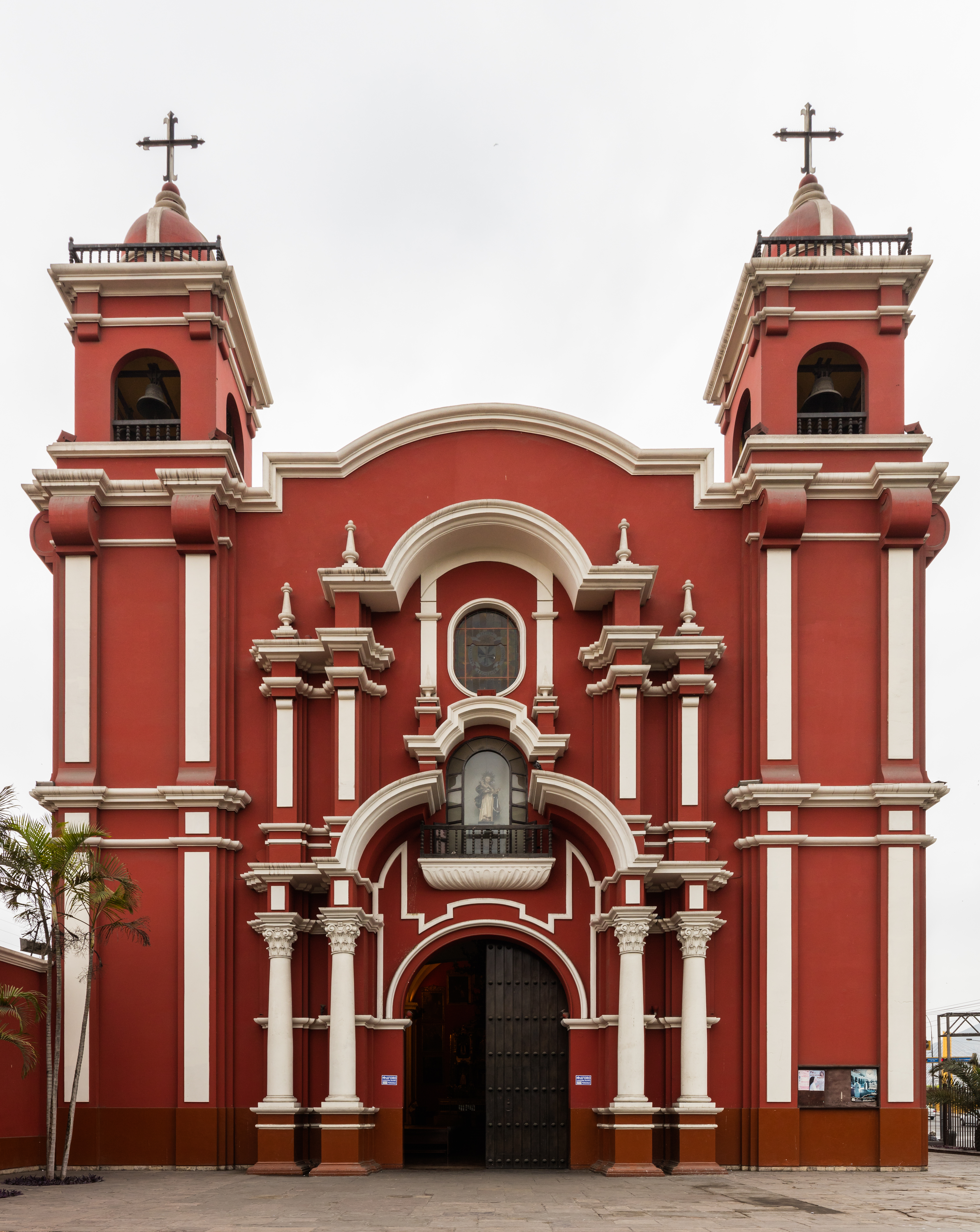
Fassade der Basilika

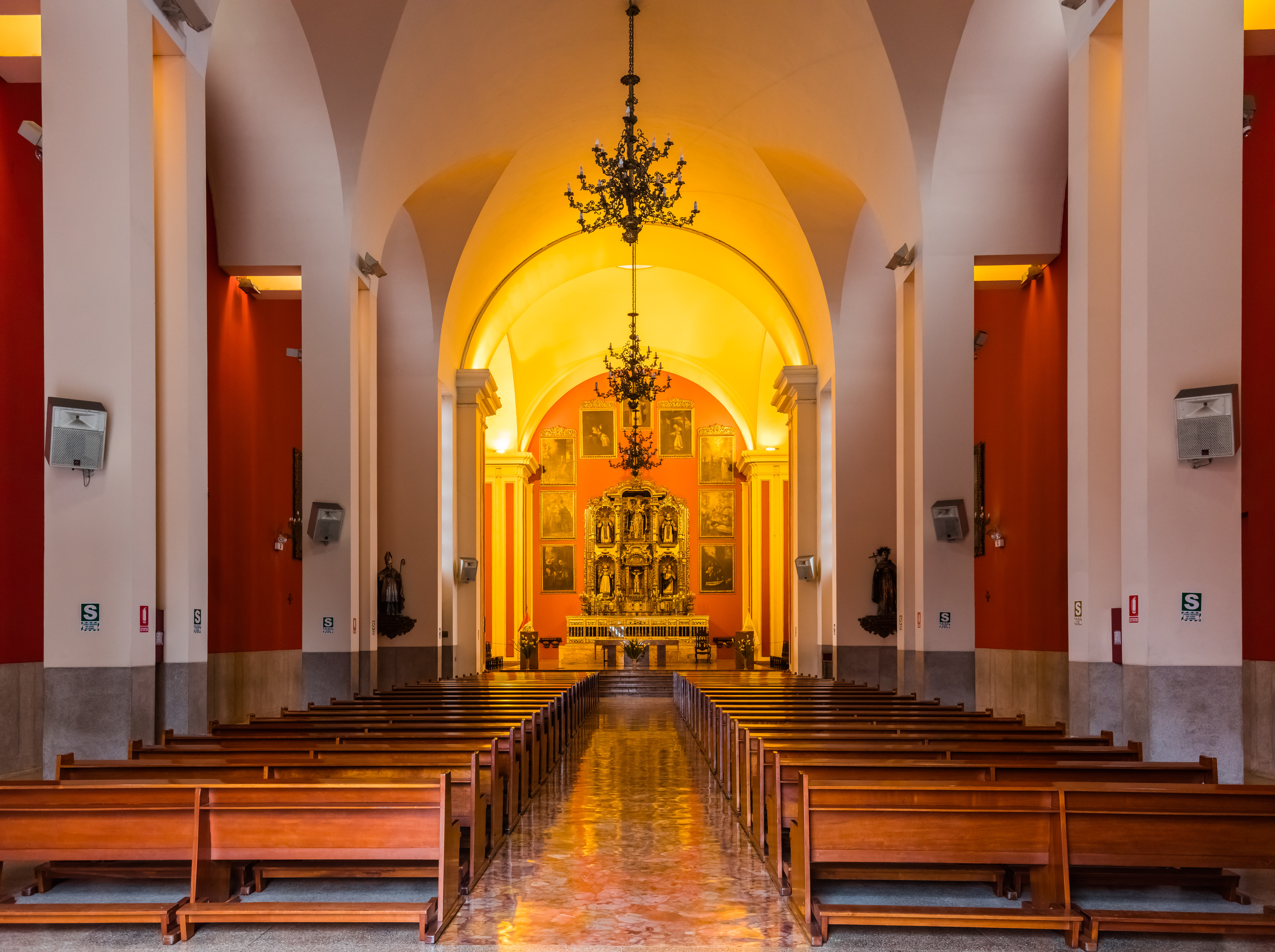
Innenraum

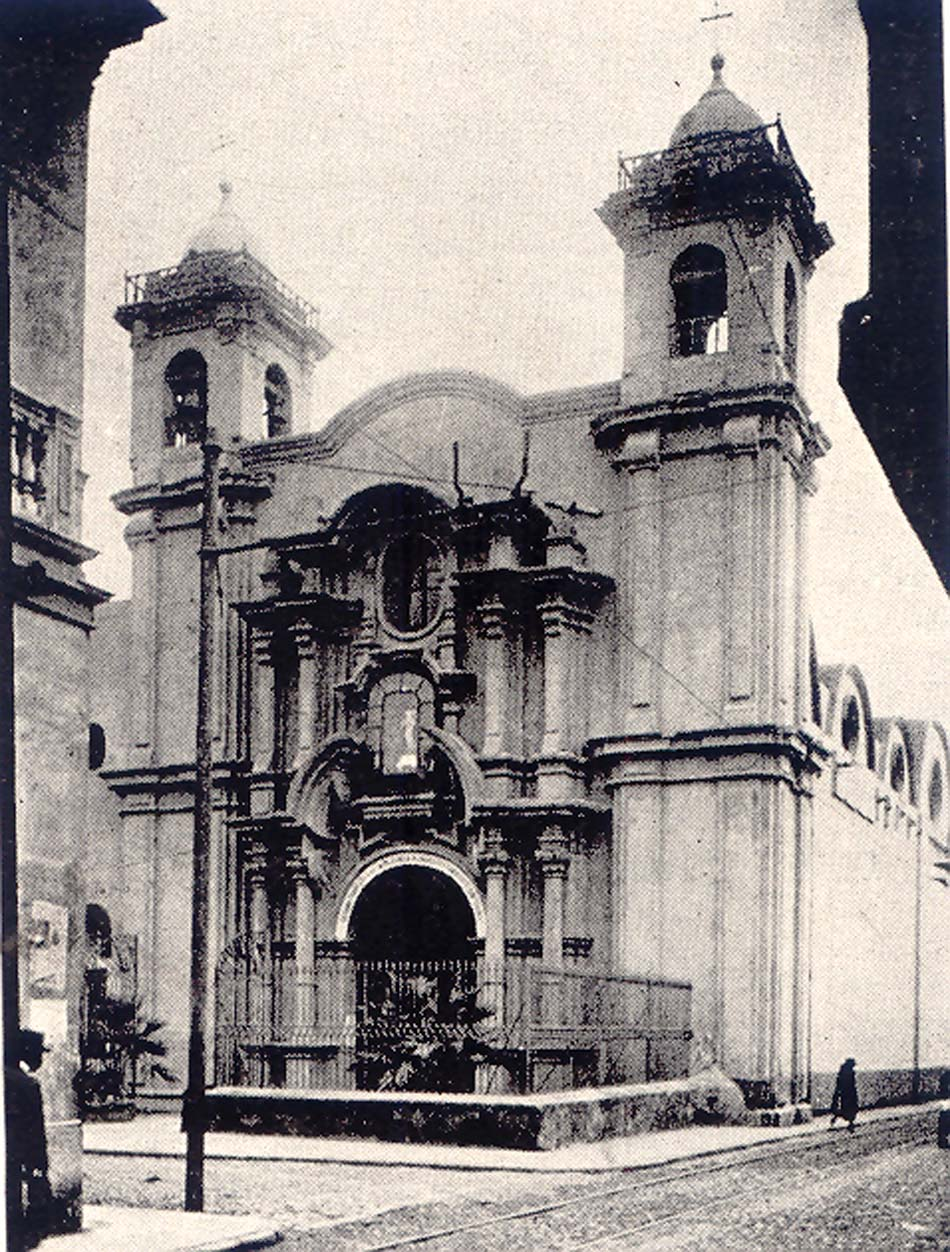
Fassade der ursprünglichen Kirche

Die Basilika St. Rosa von Lima (spanisch Basílica Santa Rosa de Lima) ist eine römisch-katholische Kirche in Lima, der Hauptstadt von Peru. Die Kirche des Erzbistums Lima ist Rosa von Lima gewidmet und trägt den Titel einer Basilica minor. Die Kirche ist Teil der UNESCO-Welterbestätte Historisches Stadtzentrum von Lima. Die Anlage besteht aus der Basilika, dem Kloster und einem Garten mit dem Brunnen der Wünsche. Vor der Kirche liegt der Park Santa Rosa.

## Rosa von Lima
Die Kirche wurde 1728 als Teil eines Heiligtums zusammen mit einem Kloster neben dem Geburtshaus von Isabel Flores de Oliva errichtet, die unter dem Namen Rosa von Lima in Anlehnung an ihren Ordensnamen Rosa de Santa Maria bekannt ist. 1586 geboren trat sie 1606 als dominikanischer Tertiär in das Kloster von Santo Domingo ein. Sie führte als Reklusin ein strenges Büßerleben in einer Gartenhütte ihres Elternhauses. Mit Weber- und Gärtnerarbeiten verdiente sie ihren Unterhalt. Im Garten wurde ein Brunnen gegraben, der heutige Brunnen der Wünsche. Sie starb am 24. August 1617 im Alter von 31 Jahren. Bald nach ihrem Ableben setzte von Lima ausgehend in Südamerika ihre Verehrung als Heilige ein. Sie wurde 1671 durch Papst Clemens X. als erste Südamerikanerin heiliggesprochen und zur Schutzpatronin von ganz Amerika, den Philippinen und den Westindischen Inseln erklärt.

## Bauwerk
Am 7. Februar 1669 kaufte Andrés de Villela, Ritter des Santiagoordens, das Haus und den Garten Santa Rosas und schenkte sie dem Kloster, um es in eine Kapelle und ein Heiligtum umzuwandeln. 1728 wurde das Heiligtum auf dem Gelände des Hospital del Espíritu Santo im Stil des Rokoko fertiggestellt. 1874 wurde das Barockportal und ein Drittel des Gebäudes zum Bau der Avenida Tacna abgerissen. Die 1911 zurückgekehrten Dominikaner bauten dann bis 1923 die heutige dreischiffige Basilika in gedrehter Orientierung aus. Erhalten blieben der Chor, ein falsches Querschiff und ein Teil des Langhauses, das das Querschiff der neuen Kirche bildet. 1993 erhob Papst Johannes Paul II. die Kirche zur Basilica minor. 
Das Wohnhaus der Familie ist mit Andenken an die Heilige ausgestattet, weiterhin wird ihre Einsiedelei und der 15 Meter tiefe Brunnen im Garten gezeigt, in den Briefe mit Wünschen geworfen werden.
Eine Prozession zu Ehren der Schutzpatronin Limas findet jährlich am 30. August vor der Basilika statt.